# نت زيرو
نت زيرو، شركة مزود خدمة الإنترنت مقرها وودلاندز هيلز، لوس أنجلوس، كاليفورنيا. وهي شركة تابعة لشركة United Online المالكة لشركة «خدمات جونو للإنترنت» و«شركة الضوء الأزرق لخدمات الإنترنت».